# Älvdals tingslag, Värmland
Älvdals tingslag var ett tingslag i Värmlands län i Östersysslets domsaga.
Tingslaget bildades 1680 och delades 1745 i Älvdals nedre tingslag och Älvdals övre tingslag. Det motsvarade Älvdals härad.

## Omfattning

### Socknarna i häraderna
- Älvdals härad